# Хюберс, Рихард
Рихард Хюберс (нем. Richard Hübers, р.10 февраля 1993) — немецкий фехтовальщик-саблист, призёр чемпионатов Европы и Европейских игр.

## Биография
Родился в 1993 году. В 2010 году завоевал серебряную и бронзовую медали Юношеских Олимпийских игр в Сингапуре.
В 2014 и 2018 году становился бронзовым призёром чемпионата Европы в командной сабле. В 2015 году завоевал бронзовую медаль Европейских игр, а до этого стал чемпионом Европы в командном турнире.